# Південна Дакота
Півде́нна Дако́та (англ. South Dakota) , сіу. Дакота Ітокага (Dakȟóta itókaga)— штат на півночі США; 199,9 тисяч км², 796 тис. мешканців (з них 70 тис. індіанців); адміністративний центр Пірр; Велика Рівнина (прерії); екстенсивне розведення худоби та вирощування пшениці; видобуток золота, руд літію, берилію; харчова промисловість; туризм.

## Географія

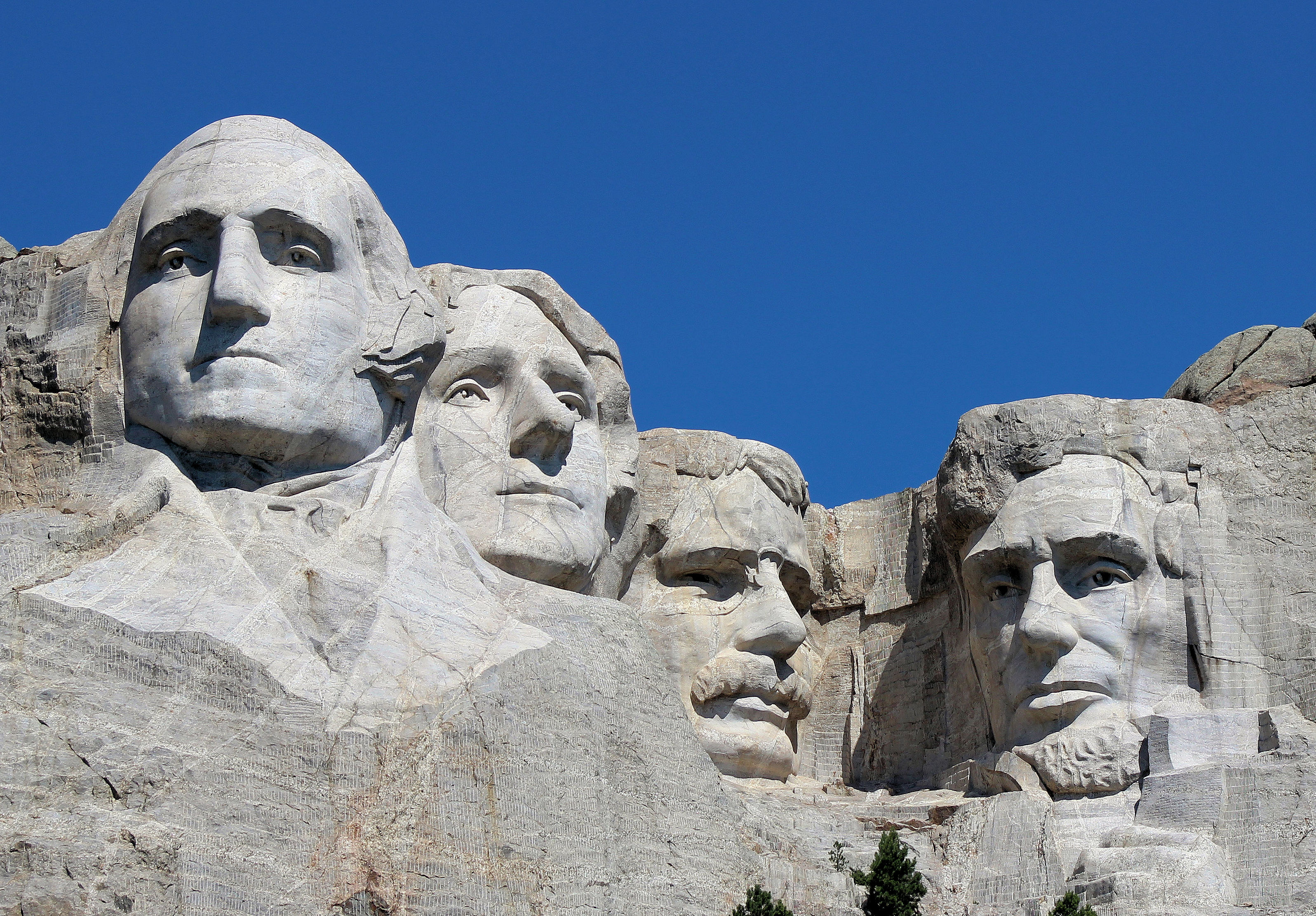
Монумент на горі Рашмор

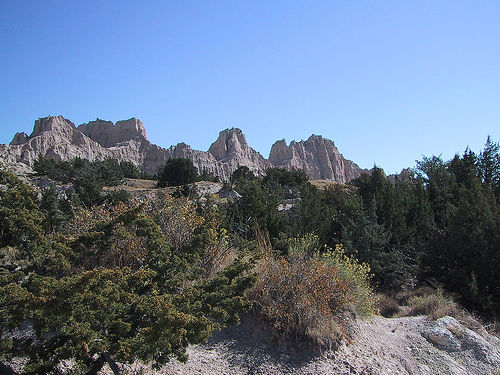
Бедлендс — область на півдні штату

Південна Дакота розташована на північ від центральної частини США. Площа штату — 199 905 км². На півночі Південна Дакота межує з Північною Дакотою, сході — з Міннесотою і Айовою, півдні — з Небраскою, заході — з Вайомінгом і Монтаною.
Через територію Південної Дакоти із півночі на південь тече річка Міссурі, яка утворює тут каньйон глибиною до 150 м. На схід від річки розташовані чорноземні прерії, на захід — Великі Рівнини.

## Мовний склад населення (2010)
| Мови            | Частка людей старше 5 років, % |
| --------------- | ------------------------------ |
| Англійська      | 93,46                          |
| Іспанська       | 2,06                           |
| Дакотська       | 1,39                           |
| Німецька        | 1,37                           |
| В'єтнамська     | 0,16                           |
| Китайська       | 0,12                           |
| Амхарська       | 0,09                           |
| Французька      | 0,09                           |
| Індіанські мови | 0,08                           |
| інші            | 1,18                           |

## Історія
Першими територію сучасної Південної Дакоти досліджували у XVIII сторіччі французи. У 1743 році цю територію було проголошено французькою. Вона увійшла до складу великої колонії Луїзіани. У 1803 році Франція продала Луїзіану США і Південна Дакота стала частиною Сполучених Штатів. Масове заселення території почалося у 70-х роках XIX століття, щойно у горах Блек-Гіллс було відкрито запаси золота.
У 1889 році Південна Дакота отримала офіційний статус штату США.